# Lietuvos Taurė 2014-2015
La Coppa di Lituania 2014-2015 (in lituano Lietuvos Taurė, denominata anche Carlsberg Taurė per motivi di sponsorizzazione) è stata la 26ª edizione del torneo. La competizione è iniziata il 15 giugno 2014 e si è conclusa il 23 maggio 2015.
Lo Žalgiris Vilnius si è confermato campione in carica, vincendo il trofeo per la nona volta nella sua storia, la quarta consecutiva, sconfiggendo in finale l'Atlantas.

## Primo turno
| Squadra 1                  | Risultato       | Squadra 2            |
| -------------------------- | --------------- | -------------------- |
| 15 giugno 2014             |                 |                      |
| Eurostandartas Marijampolė | 4 – 1           | Saulininkas Šiauliai |
| 16 giugno 2014             |                 |                      |
| Kupsc Šiauliai             | 3 – 1           | Sveikata-2           |
| 17 giugno 2014             |                 |                      |
| Fanai Šiauliai             | 1 – 1 (4-5 dcr) | Džiugas Telšiai      |
| 18 giugno 2014             |                 |                      |
| Kuršiai Klaipėda           | 1 – 3           | Palanga              |
| 24 giugno 2014             |                 |                      |
| Geležinis Vilkas           | 0 – 5           | Utenis Utena         |
| 26 giugno 2014             |                 |                      |
| Presas Vilnius             | 0 – 5           | Hegelmann Litauen    |
| Sarema Klaipėda            | 1 – 3           | Stumbras             |
| Mostiskes Vilnius          | 1 – 1 (4-2 dcr) | Trivartis Vilnius    |
| 29 giugno 2014             |                 |                      |
| Sakuona-Klarksonas Plikiai | 3 – 2           | FBK Kaunas           |
| 10 luglio 2014             |                 |                      |
| Širvinta Vilkaviškis       | 2 – 5           | TAIP Vilnius         |
| 30 luglio 2014             |                 |                      |
| TEC Vilnius                | 1 – 2           | Baltija Panevėžys    |
| Medelyno Bėgiai            | 0 – 6           | Šilutė               |
| 1 agosto 2014              |                 |                      |
| Adiada Šiauliai            | 0 – 5           | Prelegentai          |
| 2 agosto 2014              |                 |                      |
| Pipirini Rokiškis          | 2 – 7           | MRU                  |

## Secondo turno
| Squadra 1                  | Risultato | Squadra 2                  |
| -------------------------- | --------- | -------------------------- |
| 8 agosto 2014              |           |                            |
| Džiugas Telšiai            | 2 – 0     | Palanga                    |
| 29 agosto 2014             |           |                            |
| Mostiskes Vilnius          | 2 – 0     | Kupsc Šiauliai             |
| Eurostandartas Marijampolė | 1 – 2     | Hegelmann Litauen          |
| TAIP Vilnius               | 4 – 1     | Viltis                     |
| 3 settembre 2014           |           |                            |
| Utenis Utena               | 4 – 0     | Baltija Panevėžys          |
| 9 settembre 2014           |           |                            |
| FK Gariūnai                | 1 – 2     | Šilutė                     |
| 10 settembre 2014          |           |                            |
| MRU                        | 3 – 2     | Stumbras                   |
| 14 settembre 2014          |           |                            |
| Prelegentai                | 7 – 1     | Sakuona-Klarksonas Plikiai |

## Terzo turno
| Squadra 1         | Risultato   | Squadra 2               |
| ----------------- | ----------- | ----------------------- |
| 23 settembre 2014 |             |                         |
| Šilas Kazlų Rūda  | 3 – 2 (dts) | Trakai                  |
| Utenis Utena      | 1 – 3       | Spyris Kaunas           |
| Nevėžis           | 0 – 2       | Klaipėdos Granitas      |
| TAIP Vilnius      | 2 – 0       | Lokomotyvas Radviliškis |
| Mostiskes Vilnius | 1 – 0       | Lietava Jonava          |
| Hegelmann Litauen | 2 – 1 (dts) | Tauras                  |
| Prelegentai       | 1 – 0       | Džiugas Telšiai         |
| 24 settembre 2014 |             |                         |
| Šilutė            | 0 – 1       | MRU                     |

## Quarto turno
| Squadra 1          | Risultato       | Squadra 2        |
| ------------------ | --------------- | ---------------- |
| 30 settembre 2014  |                 |                  |
| MRU                | 0 – 2           | Sūduva           |
| Hegelmann Litauen  | 0 – 3           | Dainava Alytus   |
| 1 ottobre 2014     |                 |                  |
| Prelegentai        | 1 – 0           | Banga Gargždai   |
| Žalgiris           | 3 – 0           | Ekranas          |
| Spyris Kaunas      | 0 – 0 (7-6 dcr) | Šiauliai         |
| Klaipėdos Granitas | 2 – 0           | Kruoja           |
| TAIP Vilnius       | 1 – 3 (dts)     | Atlantas         |
| 3 ottobre 2014     |                 |                  |
| Mostiskes Vilnius  | 0 – 4           | Šilas Kazlų Rūda |

## Quarti di finale
| Squadra 1                    | Totale | Squadra 2      | Andata | Ritorno     |
| ---------------------------- | ------ | -------------- | ------ | ----------- |
| 21-29 ottobre 2014           |        |                |        |             |
| Prelegentai                  | 0 – 7  | Spyris Kaunas  | 0 – 2  | 0 – 5       |
| 22 ottobre / 4 novembre 2014 |        |                |        |             |
| Klaipėdos Granitas           | 0 – 7  | Atlantas       | 0 – 4  | 0 – 3       |
| 22 ottobre / 5 novembre 2014 |        |                |        |             |
| Šilas Kazlų Rūda             | 3 – 2  | Dainava Alytus | 0 – 2  | 3 – 0 (dts) |
| Žalgiris                     | 4 – 2  | Sūduva         | 1 – 0  | 3 – 2       |

## Semifinali
| Squadra 1                 | Totale | Squadra 2     | Andata | Ritorno |
| ------------------------- | ------ | ------------- | ------ | ------- |
| 20 aprile / 6 maggio 2015 |        |               |        |         |
| Šilas Kazlų Rūda          | 0 – 7  | Atlantas      | 0 – 1  | 0 – 6   |
| 22 aprile / 5 maggio 2015 |        |               |        |         |
| Žalgiris                  | 6 – 0  | Spyris Kaunas | 4 – 0  | 2 – 0   |

## Finale
| Arbitro: | Mažeika |

|                                    |           |  |
| Šemberas 54’ (rig.) Pilibaitis 83’ | Marcatori |  |